# Sciomesa scotochroa
Sciomesa scotochroa är en fjärilsart som beskrevs av George Francis Hampson 1914. Sciomesa scotochroa ingår i släktet Sciomesa och familjen nattflyn. Inga underarter finns listade.